# Miss Marple
Miss Marple (frøken Jane Marple) er en fiktiv amatørdetektiv, der optræder i 12 romaner af forfatteren Agatha Christie. Første gang i romanen Mordet i Præstegården (en:The Murder at the Vicarage) fra 1930.
Frøken Jane Marple er ikke en typisk detektiv. Hun bor i landsbyen St. Mary Mead, hvor hun ved tilfældigheder rodes ind i det ene morddrama efter det andet. Hendes nysgerrighed, iagttagelsesevne og menneskekundskab fører hende frem til gådernes løsning, for, som hun gentager i flere af bøgerne, ”Den menneskelige natur er den samme overalt”.

## Kendetegn
Frøken Marple er en ældre, spinkel kvinde, som udadtil kan virke svagelig, men alligevel viser overraskende fysisk form i flere tilfælde. Hun lytter intensivt til landsbysladder og bidrager i visse tilfælde selv hertil, især i den første roman. En biografi betegner hende som "en skarptandet, gammel sladretaske"  Selv om hun bliver blidere med årene, hvor hun bruger sine evner til at forsvare "de uskyldige" mod overgreb, er det som regel hendes kendskab til ondskaben i den menneskelige natur, der fører hende på sporet af gerningsmanden. 

## Opklaringsteknik
I begyndelsen af sin karriere viger hun ikke tilbage for at udspionere omgivelserne med en kikkert under dække af at interessere sig for ornitologi. Senere bruger hun i højere grad sin evne til at sammenligne dagligdags hændelser med begivenhederne i en mordsag. Ofte sker det ved, at hun erindrer en tilsvarende situation fra St. Mary Mead Mange analyser af den klassiske engelske kriminalroman går ud fra, at detektivens opgave i sidste instans er at opretholde ro og orden i samfundet ved at udpege den skyldige, der har forstyrret idyllen. Det er imidlertid en fejlagtig opfattelse, når Miss Marple er hovedpersonen. Hun er fuldt bevidst om, at kriminalitet hører til dagens orden, og selv om opgaven er at straffe den skyldige, skaber det ikke orden i samfundet. Mord, pengeafpresning, bedrageri mv. forekommer så hyppigt i de små landsbyer, hvor hun færdes, at det nærmest er en undtagelse at finde lovlydige borgere.
Det er ligeledes typisk, at hun (og den politimand, hun ofte hjælper med opklaringen) sjældent finder beviser, der vil kunne overbevise en domstol, hvorfor hun ofte må sætte en fælde for gerningsmanden for at skaffe en tilståelse.
I sin sidste sag, Hun døde ung, bevægede hun sig ind på Hercule Poirots speciale: at opklare et mord, begået mange år tidligere. Efter Poirots sidste sag, Tæppefalds store succes gav Christie tilladelse til at udgive Hun døde ung i løbet af 1975, men hun døde i januar 1976, før bogen udkom. Frøken Marple klarede sin sidste sag bedre end Poirot, da hun efter at have løst mysteriet i Hun døde ung vendte hjem til sit sædvanlige liv i St. Mary Mead.

## Bøger
1930: Mordet i præstegården (Murder at the Vicarage) (Udkom på dansk 1951)
1932: Miss Marple rammer plet (The Thirteen Problems) (Udkom på dansk 1964)
1942: Liget i biblioteket (The Body in the Library) (Udkom på dansk 1960)
1943: Døden kommer med posten (The Moving Finger) (Udkom på dansk 1962)
1950: Invitation til mord (A Murder is Announced) (Udkom på dansk 1951)
1952: Spil med spejle (They Do It With Mirrors) (Udkom på dansk 1958)
1953: En håndfuld rug (A Pocket Full of Rye) (Udkom på dansk 1957)
1957: 4:50 fra Paddington (4:50 from Paddington) (Udkom på dansk 1959)
1962: Det forstenede ansigt (The Mirror Crack'd from Side to Side) (Udkom på dansk 1963)
1964: Det caribiske mysterium (Caribbean Mystery) (Udkom på dansk 1965)
1965: Bertrams hotel (At Bertram's Hotel) (Udkom på dansk 1966)
1971: Nemesis (Nemesis) (Udkom på dansk 1972)
1976: Hun døde ung (Sleeping Murder) (Udkom på dansk 1976)
1979: Mord efter mål (Miss Marple's Final Cases) (Udkom på dansk 1979)

## Gengivelser
På film og tv er Miss Marple spillet af bl.a. Margaret Rutherford, Angela Lansbury, Helen Hayes, Joan Hickson, Geraldine McEwan og Julia McKenzie.